# New Criticism
New Criticism (nowa krytyka) – brytyjsko-amerykańska szkoła teoretycznoliteracka, zwana także formalizmem amerykańskim, powstała w latach 40. XX wieku, inspirowana działalnością krytycznoliteracką T.S. Eliota, a także Ezry Pounda. Charakteryzuje ją postawa antyintencjonalna (krytyk nie powinien przy badaniu dzieła literackiego zajmować się intencjami, które przyświecały jego autorowi) oraz ergocentryczna (skupienie się na samym dziele, „czyste badanie”). Według założeń tej szkoły dzieło literackie zbudowane jest z rdzenia (decydującego o jego wewnętrznej spójności) i szczegółów (logicznej zawartości dzieła, jego treści), czyli inaczej ze struktury i tekstury. Celem badań Nowych Krytyków miało być badanie i analizowanie tekstury, jako elementu indywidualnego dla każdego dzieła.
Najwybitniejsi przedstawiciele New Criticism to m.in. John Crowe Ransom, Robert Penn Warren, Allen Tate, Cleanth Brooks.